# ТЕЛЬНЮК: Live
«ТЕЛЬНЮК: Live» — третій концертний альбом українського вокального дуету «ТЕЛЬНЮК: Сестри», який було презентовано 16 травня 2009 року. Запис здійснено під час концерту 6 квітня 2008 року, в столичному Будинку Офіцерів Збройних Сил України.

## Композиції
1. Гроза
2. Кленовий листочок
3. Досадонька
4. І тоді…
5. Хоровід
6. Минає час
7. Тюльпани
8. Жар-птиці
9. Кольоровий літак
10. Дівчатко-кленчатко
11. Я знаю…
12. Голос Твій…
13. Ластівка
14. Назавжди
15. Жовта кульбаба. Harlem
16. Вечірник
17. Небо

## Музиканти

### ТЕЛЬНЮК: Сестри
- Галина Тельнюк — спів
- Леся Тельнюк — спів, бандура

### Запрошені музиканти
- Олег Путятін — бас-гітара
- Роман Суржа — гітара
- Іван Небесний — клавішні, програмування
- Микола Томасишин — барабани